# Moeopsylla sjoestedti
Moeopsylla sjoestedti är en loppart som beskrevs av Rothschild 1908. Moeopsylla sjoestedti ingår i släktet Moeopsylla och familjen husloppor. Inga underarter finns listade i Catalogue of Life.